# Skoky do vody na Letních olympijských hrách 1992
Skoky do vody na Letních olympijských hrách v Barceloně.

## Medailisté

### Muži
| Kategorie | Zlato                                     | Stříbro                                    | Bronz                                |
| --------- | ----------------------------------------- | ------------------------------------------ | ------------------------------------ |
| Prkno 3 m | Mark Lenzi · Spojené státy americké (USA) | Tan Liangde · Čína (CHN)                   | Dmitri Sautin · Sjednocený tým (EUN) |
| Věž 10 m  | Sun Shuwei · Čína (CHN)                   | Scott Donie · Spojené státy americké (USA) | Xiong Ni · Čína (CHN)                |

### Ženy
| Kategorie | Zlato                    | Stříbro                                    | Bronz                                              |
| --------- | ------------------------ | ------------------------------------------ | -------------------------------------------------- |
| Prkno 3 m | Gao Min · Čína (CHN)     | Irina Lashkoová · Sjednocený tým (EUN)     | Brita Baldusová · Německo (GER)                    |
| Věž 10 m  | Fu Ming-sia · Čína (CHN) | Yelena Miroshinaová · Sjednocený tým (EUN) | Mary Ellen Clarková · Spojené státy americké (USA) |

## Přehled medailí
| Pořadí | Země                         | Zlato | Stříbro | Bronz | Celkově |
| ------ | ---------------------------- | ----- | ------- | ----- | ------- |
| 1.     | Čína (CHN)                   | 3     | 1       | 1     | 5       |
| 2.     | Spojené státy americké (USA) | 1     | 1       | 1     | 3       |
| 3.     | Sjednocený tým (EUN)         | 0     | 2       | 1     | 3       |
| 4.     | Německo (GER)                | 0     | 0       | 1     | 1       |